# Komplext regionalt smärtsyndrom
Komplext regionalt smärtsyndrom (complex regional pain syndrome, CRPS) innebär bland annat en intensiv och ihållande, brännande smärta som utlöses vid beröring av den drabbade kroppsdelen, vanligen arm eller ben. Tillståndet kallades förr sympatisk reflexdystrofi (RSD) och kausalgi.

## Orsaker
Tillståndet kan utvecklas efter en skada eller operation, men har även beskrivits utan förekomst av påtaglig skada. Orsak till symtomen är en neurogen inflammation och dysfunktion i det autonoma nervsystemet.

## Symtom
Symtomen är i början ospecifika, vilket gör att diagnosen kan fördröjas. Sjukdomsförloppet kan vara mycket växlande; vanligt är svaghet i den drabbade kroppsdelen och i det kroniska stadiet kontrakturer och fibros. Vanligt är även tremor och I några fall myoklonier. Av sensoriska störningar är hyperalgesi vanligt. Det innebär en kraftigt ökad känslighet för smärta orsakad av mekaniska stimuli. Även allodyni förekommer, dvs smärta i samband med stimuli som normalt inte alls ger smärta (t.ex. när man stryker över huden med en bomullstuss). I många fall förekommer också vilosmärta.
Oftast har man i inledningsskedet rodnad, svullnad (ödem) och värme i huden som tecken på inflammation, och i en del fall ökad svett (hyperhidros)
Kliniskt har smärtan vanligen en regional utbredning (exempelvis ena handen), men spridning utanför det initialt drabbade området förekommer också.

## Subtyper
Det finns två subtyper av CRPS: CRPS typ 1, tidigare känd som reflex-sympatisk dystrofi och CRPS typ 2, tidigare känd som kausalgi. Vid typ 1 påvisas ingen nervskada, medan vid typ 2 kan en nervskada påvisas.
CRPS kan även indelas i sympatisktunderhållen smärta (SMP) och sympatikusoberoende smärta (SIP), vilket kan påverka behandlingsalternativen.

## Behandling
Förutom behandling av smärtan är det viktigt att förbättra extremitetens rörlighet och muskelstyrka. Sjukgymnast och arbetsterapeut bör ingå i behandlingslaget, i vissa fall även psykolog. Läkemedelsbehandling mot smärtan ingår vanligen.
Behandlingen kan bli långvarig. Prognosen är bäst när sjukdomen upptäcks och behandlas tidigt.